# 鱼城街道
鱼城街道是中华人民共和国四川省凉山彝族自治州会东县下辖的一个街道办事处。

## 行政区划
鱼城街道下辖以下村级行政区划单位：
政通路社区、金叶街社区、杉松社区、老街社区、鱼山社区、鹤益社区、胜利村、团结村。